# Palazzo Minucci-Solaini
Il Palazzo Minucci-Solaini si trova all'inizio di via dei Sarti a Volterra, in provincia di Pisa.
Vi hanno sede la Pinacoteca (dal 1982) e l'Ecomuseo dell'Alabastro.

## Storia
Tra la fine del Quattrocento o i primi anni del Cinquecento la nobile famiglia volterrana dei Minucci commissionò a maestranze fiorentine la costruzione del palazzo, che la storiografia locale attribuisce a Antonio da Sangallo il Vecchio: il palazzo presenta analogie stilistiche con Palazzo Strozzi e Palazzo Guadagni di Firenze per quanto riguarda alcuni elementi architettonici quali le finestre.
Il primo committente potrebbe essere tale Benedictus Minutius, il cui nome si legge nella monumentale mostreggiatura del portale interno del chiostro.
Il palazzo sorse in adiacenza alle preesistenti torri di epoca medievale che la famiglia Minucci possedeva nella zona.
Il chiostro interno, di fattura semplice ed elegante, originariamente era decorato con affreschi rappresentanti festoni vegetali di cui non resta molto. Detto chiostro è il perno attorno al quale si sviluppano i tre piani del palazzo e molte delle stanze vi si affacciano, prendendone luce. Al centro del chiostro si trova una cisterna per la raccolta dell'acqua piovana.
La famiglia Minucci si estinse nel suo ramo volterrano ai primi dell'Ottocento: il palazzo fu acquistato da Sebastiano Solaini e i suoi eredi col passare degli anni ne frazionarono la proprietà vendendola ad altri privati cittadini. Onde aumentarne la superficie del calpestio, i grandi saloni furono tramezzati e il cortile ebbe le arcate tamponate per ricavarne laboratori per la lavorazione dell'alabastro. Il complesso architettonico subì un forte degrado.
Ezio Solaini, direttore del Museo e della Biblioteca Guarnacci, proprietario di 1/3 dell'immobile con atto testamentario al momento della sua morte avvenuta il 7 febbraio 1942 donò allo Stato italiano la sua parte col vincolo di accogliervi attività culturali. Da qui l'impegno delle istituzioni per l'acquisto e il recupero dell'interno immobile fino alla riconversione per ospitare la pinacoteca della città e l'ecomuseo dell'alabastro.